# Hongrie aux Jeux paralympiques d'hiver de 2010
Cet article présente des informations sur la participation et les résultats de la Hongrie aux Jeux paralympiques d'hiver de 2010.

## Engagés par sport

### Ski alpin
Hommes
- Balazs Koleszar

Femmes
- Gyongyi Dani

## Source
- Site officiel des JP d'hiver de Vancouver 2010